# Chalcosyrphus puma
Chalcosyrphus puma är en tvåvingeart som först beskrevs av Charles Howard Curran 1941. Chalcosyrphus puma ingår i släktet mulmblomflugor, och familjen blomflugor.
Artens utbredningsområde är Panama. Inga underarter finns listade i Catalogue of Life.